# Le Vide
Le Vide est un roman noir de l'auteur québécois Patrick Senécal, publié en 2007 (en grand format) par les éditions Alire. Le Vide est aussi publié en 2008 sous deux formats de poche.

## Résumé
Trois hommes différents, trois existences que tout sépare :
- Pierre Sauvé, à l'orée de la quarantaine, est veuf et père d'une fille de vingt ans. Sergent-détective à la police municipale de Drummondville, il enquête sur un quadruple meurtre qui a toutes les apparences d'un crime passionnel.

- Frédéric Ferland, en début de la cinquantaine, est psychologue à Saint-Bruno, divorcé et père de deux enfants désormais adultes qu'il ne voit guère. Il cherche depuis des années l'excitation ultime, celle qui donnera un sens à son existence et à la vie en général, qu'il a toujours trouvée terne.

- Maxime Lavoie, 37 ans, est célibataire, idéaliste et milliardaire. Il y a deux ans, il a quitté ses fonctions de président de la société Lavoie Inc. pour devenir le producteur et l'animateur de Vivre au Max, l'émission de téléréalité la plus controversée de l'heure mais aussi la plus populaire.

Or, contre toute attente, leurs chemins se croiseront bientôt et leur vie en sera bouleversée à jamais...